# Irish Chamber Orchestra
A Irish Chamber Orchestra (em português: Orquestra de Câmara Irlandesa), também conhecida pelo acrônimo ICO, é uma pequena orquestra de cordas baseada na Universidade de Limerick, na Irlanda, sendo fundada em 1963. A ICO já se apresentou em diversas partes do mundo, desde o Carnegie Hall, em Nova Iorque, até a China, país onde realizou uma turnê.
Seu atual diretor artístico é o violinista Anthony Marwood.